# 稲沢市立法立小学校
稲沢市立法立小学校（いなざわしりつほうりゅうしょうがっこう）は、愛知県稲沢市平和町にある公立小学校。

## 概要
- 旧・中島郡平和町の小学校であり、2005年までの校名は平和町立法立小学校であった。

## 沿革
- 1873年（明治6年） - 練心学校が開校。了正寺[注釈 1]を仮校舎とする。法立村、平池村、横池村、西光坊村、新開村、鷲尾村、本丸淵村の児童が通学する。
- 1878年（明治11年） - 鷲尾村と本丸淵村が合併し、新開村が発足。
- 1882年（明治15年）10月15日[1] - 校舎が完成し、法立学校に改称する。須ヶ谷村の児童が加わる。
- 1889年（明治22年）10月1日 -
  - 法立村、平池村、横池村、西光坊村、新開村が合併し、左右川村が発足。
  - 須ヶ谷村、儀長村、井堀村が合併し、井長谷村が発足。
- 1892年（明治25年）10月1日[2] - 左右川尋常小学校に改称する。須ヶ谷が離脱し、須ヶ谷学校が開校。
- 1906年（明治39年）5月2日 - 六輪村、左右川村、三宅村、井長谷村の一部（須ヶ谷）が合併し、平和村が発足。
- 1907年（明治40年）1月1日 - 須ヶ谷学校を統合。同時に法立尋常小学校に改称する。
- 1912年（明治45年）4月19日 - 校舎を新築する。
- 1914年（大正3年） - 平和高等小学校が開校。
- 1922年（大正11年）4月1日 - 平和高等小学校が廃校。法立尋常小学校に高等科を設置し、法立尋常高等小学校に改称する。
- 1941年（昭和16年）4月1日 - 法立国民学校に改称する。
- 1942年（昭和17年）4月1日 - 村内の国民学校高等科を統合し、中島郡平和村立平和国民学校高等科が開校。法立国民学校は尋常科のみとなる。
- 1947年（昭和22年）4月1日 - 平和村立法立小学校に改称する。
- 1954年（昭和29年）4月1日 - 平和村が町制施行して平和町となる。同時に平和町立法立小学校に改称する。
- 1959年（昭和34年）9月26日 - 伊勢湾台風により図書館が倒壊する（翌年再建）。
- 1961年（昭和36年）6月27日 - 昭和36年梅雨前線豪雨により床上浸水。5日間臨時休校。
- 1968年（昭和43年）1月16日 - 新校舎（鉄筋コンクリート造3階建）が完成する。
- 1973年（昭和48年）3月5日 - 校舎（西校舎・鉄筋コンクリート造3階建）が完成する。
- 1980年（昭和55年）3月12日 - 校舎を増築する。屋内運動場が完成する。
- 1992年（平成4年） - 校舎（家庭科室、理科室、図書室、給食配膳室）を増築する。
- 2005年（平成17年）4月1日 - 平和町が稲沢市に編入される。同時に稲沢市立法立小学校に改称する。

## 通学区域
- 平和町横池、平和町平池、平和町須ケ谷、平和町丸渕上、平和町丸渕下、平和町鷲尾、平和町法立、平和町西光坊[3]。

## 進学先中学校
- 稲沢市立平和中学校

## 交通アクセス
- 名鉄尾西線丸渕駅下車、徒歩約15分。

## 著名な出身者
- 金田正一（元プロ野球選手）

校内には金田正一を記念した「力いっぱいの像」（1969年建立）がある。